# Кипсанг, Уилсон
Уилсон Кипсанг Кипро́тич (англ. Wilson Kipsang Kiprotich; 15 марта 1982 года, Мускут, Рифт-Валли, Кения) — кенийский легкоатлет, бегун на длинные дистанции, экс-рекордсмен мира в марафоне. Бронзовый призёр Олимпийских игр 2012 года в марафоне. На Берлинском марафоне 2013 года установил мировой рекорд — 2:03.23. Чемпион мира по полумарафону 2009 года в командном первенстве. По версии Ассоциации международных марафонов и пробегов признан лучшим марафонцем 2013 года.

## Биография
Уилсон Кипсанг родился 15 марта 1982 года в небольшой деревне Мускут, находящейся в долине Керио в районе Кейо, провинция Рифт-Валли. Его семья, принадлежащая к народности календжин, состояла из матери Грейс Кипротич, отца Джозефа Кипротич, а также сестры.
Первые шаги в лёгкой атлетике Уилсон сделал ещё в школе, когда регулярно выступал на дистанциях 5000 и 10 000 метров. После окончания школы в 18 лет он некоторое время работал коммивояжёром. Спустя некоторое время он перебрался в Итен где устроился полицейским, в рядах кенийской полиции он состоит и сейчас. По словам Кипсанга, особенно хорошо у него получалось догонять хулиганов и воров. Уилсон серьёзно начал заниматься бегом в возрасте 20 лет. В 2003 году кенийский легкоатлет Пол Тергат установил мировой рекорд в марафоне, что стало мощным стимулом для его земляков. Позже Кипсанг вспоминал: «Это было большой мотивацией для меня и многих кенийских спортсменов. Карьера Пола Тергата вдохновляла меня, конечно, я не знал смогу ли я добиться таких высот, но упорно трудился для этого». Как он сам считает, его талант достался ему от отца, которому в 2014 году исполнилось 72 года.

## Спортивная карьера
Все результаты в этом и в последующих разделах приводятся в формате (ч:м.с).

### 2006—2009
До 2006 года Кипсанг выступал на соревнованиях местного масштаба. Первыми крупными соревнованиями, в которых он принял участие, стал 10-километровый пробег Tegla Loroupe Peace Race 2006 года в Найроби, на котором он занял 2-е место. 27 января 2007 года он занял 9-е место на чемпионате Кении по кроссу. 26 мая он занимает 3-е место на дистанции 10 000 метров на чемпионате Кении среди полицейских в Найроби, показав время 28.37. В этом же году партнёры по тренировкам молодого спортсмена начали искать ему спортивного менеджера в Европе для участия в европейских соревнованиях. Один из спортсменов написал заявку на вступление в нидерландское спортивное агентство Volare Sports, специализирующиеся на промоутерских услугах для профессиональных бегунов. В письме было сказано о перспективном парне, Уилсоне Кипсанге. Директор агентства Герард ван де Вен сказал, что может взять только трёх человек, а Кипсанг был уже четвёртым. Однако, перед самым вылетом в Европу один из спортсменов получил травму и ван дер Вен разрешил Кипсангу занять его место. Все трое приехали в спортивный центр Volare Sports, который располагается в деревне Вортхёйзен, община Барневелд. Первым соревнованием, в котором Уилсон принял участие в Европе, стал пробег Jever Fun Run в Шортенсе, который он выиграл с рекордом трассы. В течение 5 дней, а именно 23, 26 и 28 августа 2007 года он принял участие в трёх 10-километровых пробегах. Занял 2-е место на пробеге Wiekloop в деревне Де Вейк, община Де-Волден — 29.07. 26 августа выиграл пробег Rabobank Hemmeromloop в деревне Хем, община Дрехтерланд — 27.51. 28 августа занял 4-е место на пробеге Salverda Berkumloop в городе Зволле, показав время 29.15. Спустя несколько дней, 2 сентября он занял 2-е место на 10-мильном пробеге Tilburg Ten Miles со временем 46.27. 2 декабря занял 3-е место на монтферландском пробеге, его время 43.30.
Сезон 2008 года бегун начал с участия в пробеге World's Best 10K, в котором он занял 3-е место со временем 28.09, опередив на доли секунды своего соотечественника Уилсона Кебенеи. Весь спортивный сезон Кипсанг в основном выступал на шоссейных пробегах в Нидерландах. 15 июня выиграл пробег на 5 километров Maastrichts Mooiste в Маастрихте. 7 сентября он принял участие на 10-мильном пробеге Tilburg Ten Miles, в котором занял 2-е место. 21 сентября выступил в пробеге Dam tot Damloop и занял там 5-е место. Спустя неделю, 28 сентября заниял 5-е место в пробеге Singelloop Utrecht. В конце года он дебютировал в полумарафонской дистанции. Впервые в его карьере Уилсон вышел на старт 21 097,5 метров 9 ноября полумарафона в Дели. С самого старта бег возглавили Дериба Мерга, Тилахун Регасса и Уилсон Чебет, а за ними в непосредственной близости были остальные бегуны, включая Кипсанга. За три километра до финиша Мерга начал отрываться от группы и его отрыв смог выдержать только Уилсон Кипсанг, остальные же начали отставать. В итоге Мерга выиграл забег с результатом 59.15, Кипсанг проиграл ему всего одну секунду, его время 59.16. Это были последние соревнования уходящего года.
Спортивный сезон 2009 года Кипсанг начал уже 11 января. В этот день он стал победителем Эгмондского полумарафона с результатом 1:05.36. Следующим соревнованием сезона стал Рас-эль-Хаймский полумарафон, состоявшийся 20 февраля. Изначально был заявлен сильный состав участников, куда вошли многие известные стайеры. Это было обусловлено тем, что за 1-е место был предложен денежный приз 28 000 долларов США, а в качестве вознаграждения за мировой рекорд — $100 000. С самого старта бег возглавили пятеро спортсменов, среди которых были будущий рекордсмен мира в марафоне Патрик Макау. К отметке 18 километров Макау стал отрываться от группы и выиграл с результатом 58.52. Кипсанг финишировал на 2-м месте со временем 58.59 — этот результат на 2014 год является его личным рекордом. Затем он занял 2-е место на Рас-эль-Хаймском полумарафоне 2009 года — 58.59. 5 апреля он занял 3-е место на Берлинском полумарафоне — 59.38. 31 мая бегун выступил на 10-километровом пробеге World 10K Bangalore, в котором занял 4-е место. На чемпионате мира по полумарафону Уилсон занял 4-е место в личном первенстве и стал победителем в командном зачёте. 1 ноября 2009 во второй раз в карьере он принял участие на Делийском полумарафоне, в котором занял 3-е место — результат 1:00.04. Последним стартом уходящего 2009 года стал Валенсийский полумарафон, состоявшийся 22 ноября. Кипсанг занял в нём 2-е место с результатом 59.33, уступив лишь три секунды своему соотечественнику Джеффри Мутаи.

### 2010—2012

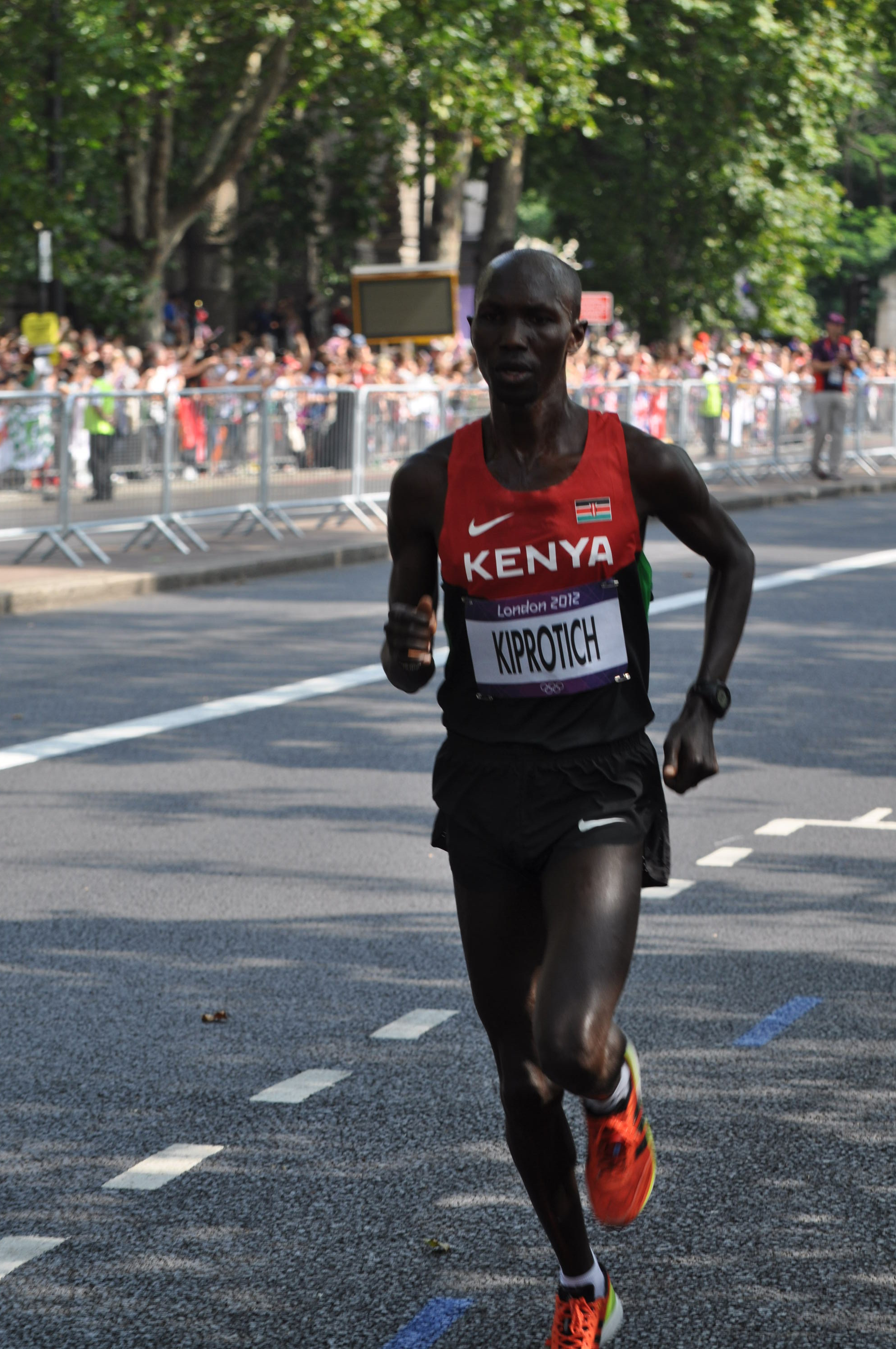
Уилсон Кипсанг на олимпийском марафоне

Первым стартом сезона 2010 года для бегуна стал полумарафон в Абу-Даби, который состоялся 7 января. На нём он занял 4-е место, показав время 1:00.04. 31 января Кипсанг выступил на кроссовом пробеге Discovery Kenya Cross Country в Элдорете. На 12-километровой дистанции он финишировал на 3-м месте, показав время 36.23,5. 28 февраля он третий раз в карьере приниял участие в пробеге World’s Best 10K на котором занял 4-е место — 27.45. 11 апреля он дебютировал на марафонской дистанции. Впервые в своей жизни он вышел на старт 42 195 метров на Парижском марафоне. В итоге Кипсанг пересёк финишную линию на 3-м месте с результатом 2:07.13. Следующим марафоном в карьере стал Франкфуртский марафон, который состоялся 31 октября. Во время начала забега на улице стояла идеальная погода для марафона, температура воздуха 10 °C и практически штиль. С самого старта забег возглавили пейсмейкеры, а за ними остальные марафонцы в плотной группе. Отметка 15 километров была пройдена за 44.57, половина дистанции — 1:02.38. К отметке 35 километров в лидеры вышли Кипсанг и Тадесе Тола, остальные начали отставать. Далее Кипсанг начал увеличивать темп и в итоге выиграл с личным рекордом 2:04.57. За победу он получил денежное вознаграждение в размере 95 000 евро.
Первым стартом 2011 года стал ежегодный марафон озера Бива в японском Оцу. Забег проходил при комфортных условиях — лёгкий ветер 2,5 м/с и температура воздуха 11 °C. Кипсанг выиграл с рекордом трассы со временем 2:06.13, опередив ровно на три минуты занявшего 2-е место Дерибу Мерга. 18 июня он выигрывает полумарафон Зволле с результатом 1:00.49 — до сих пор (2014 год) это время является рекордом трассы. Спустя несколько дней — 26 июня, занял 2-е место на 10-километровом пробеге Stadsloop Appingedam в Аппингедаме. 30 октября он во второй раз принимает участие во Франкфуртском марафоне. Марафонцы стартовали в 10:00 по местному времени. Первая половина дистанции была пройдена лидерами 1:01.40, это было на 4 секунды быстрее графика мирового рекорда, установленного Патриком Макау пять недель назад. Отметку в 35 километров Кипсанг преодолел вместе со своими соотечественниками Леви Матебо и Питером Кируи. Далее Кипсанг стал наращивать темп и его соперники начали отставать, однако несмотря на все старания он стал проигрывать графику мирового рекорда. В итоге он финишировал с результатом 2:03.42, что было на четыре секунды медленнее рекорда Патрика Макау. После финиша он сказал; «Я очень рад своему времени. Пейсмейкеры были прекрасными, они проделали хорошую работу. Я постараюсь побить рекорд в следующем году, это дало мне ещё больше мотивации». Этот марафон стал последним соревнованием 2011 года.
Спортивный сезон 2012 года Кипсанг начал 17 февраля. В этот день он занял 3-е место на Рас-эль-Хаймском полумарафоне — его время 1:01.01. 22 апреля выиграл Лондонский марафон с результатом 2:04.44 — это было всего на 4 секунды медленнее рекорда трассы, принадлежащего Эммануэлю Мутаи. Эта победа гарантировала Кипсангу место в олимпийской сборной Кении для участия в Олимпийских играх 2012 года в Лондоне. 12 августа, в последний день Олимпиады, он принял участие в олимпийском марафоне. Старт забега был дан в 11 утра по местному времени, на улице была солнечная погода и 23 °C. С самого старта и до 11-го километра дистанции Кипсанг бежал в лидирующей группе, отметка в 10 километров была пройдена им за 30.47. На 12-м километре он увеличивает темп бега и отрывается от группы лидеров. Отметка в 15 километров была пройдена за 44.58, а отрезок с 10 по 15 километр за 14.11. Половина дистанции была пройдена за 1:03.15, а отрыв от остальной группы составлял 16 секунд. К 25-му километру отрыв Кипсанга сокращается до 7 секунд, а к 30-му километру с ним поравнялись Абель Кируи и Стивен Кипротич и в таком положении они бежали до 37-го километра. Далее идёт небольшой подъём напротив монумента Великого пожара, на котором Стивен Кипротич вырывается вперёд и решает судьбу золотой медали. В итоге Кипротич выигрывает с результатом 2:08.01, Кируи выигрывает серебряную медаль со временем 2:08.27. Кипсанг выигрывает бронзовую медаль с результатом 2:09.37.
Спустя месяц после Олимпийских игр он принимает участие в очередном полумарафоне. 16 сентября Кипсанг стал победителем Great North Run с результатом 59.06. В финишном спурте он выигрывает 1 секунду у своего соотечественника Мики Кого. 9 декабря он выиграл Гонолульский марафон с результатом 2:12.31 и стал обладателем денежного приза в размере 40 000 долларов США.

### 2013 — настоящее время

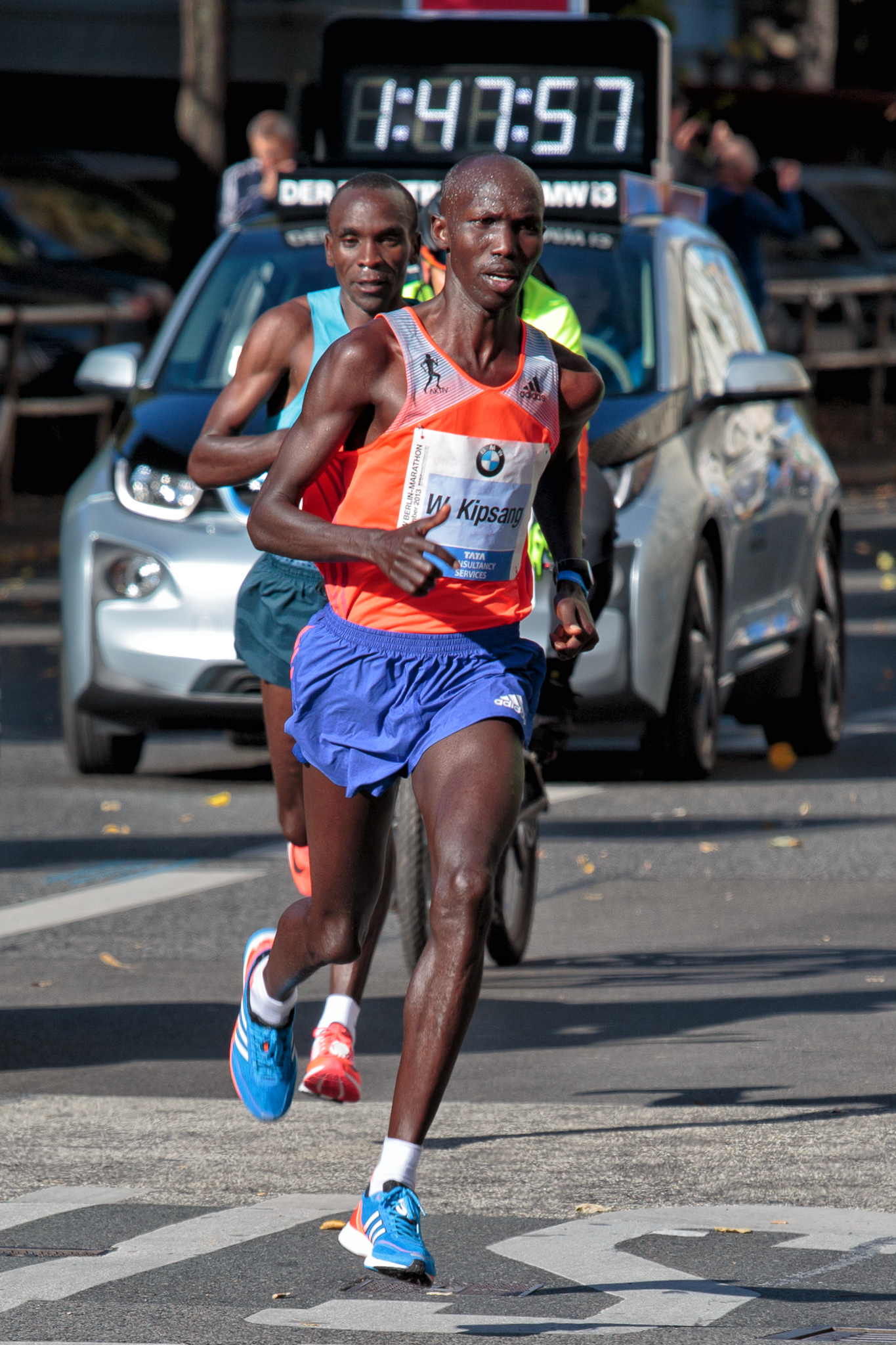
Уилсон Кипсанг на пути к мировому рекорду на Берлинском марафоне 2013 года. На заднем плане Элиуд Кипчоге

Сезон 2013 года Кипсанг начал 17 марта с участия в Нью-Йоркском полумарафоне. В итоге он победил с результатом 1:01.02 и выиграл главный приз 20 000 долларов. 21 апреля выступил на Лондонском марафоне. С самого старта и до половины дистанции бежал в группе лидеров, затем стал постепенно отставать. На финишной прямой в результате спринтерского ускорения в борьбе за 4-е место он проиграл 1 секунду Фейисе Лелисе и в итоге занял 5-е место с результатом 2:07.47. 26 мая он выступил на 10-километровом пробеге Great Manchester Run. На последних метрах дистанции его на 1 секунду опередил Мозес Кипсиро, оставив Кипсанга на втором месте с результатом 27.53. Спустя 2 месяца, 28 июля он принял участие в Боготинском полумарафоне, на котором финишировал на 4-м месте — 1:05.26.
29 сентября Кипсанг принял участие в Берлинском марафоне. В день старта была солнечная погода и 8 °C на момент начала забега. Три пейсмейкера Филимон Роно, Филимон Ятор и Эдвин Кипту, тренирующиеся в одной группе с Кипсангом, начали бег в быстром темпе. За ними в непосредственной близости были Кипсанг, Элиуд Кипчоге и Джеффри Камворор. В результате быстрого начала они пересекли отметку в 5 километров за 14.33 и 10 километров за 29.16, а половина дистанции была пройдена за 1:01.32 — это было на 13 секунд быстрее, чем изначально планировалось. Отметка в 35 километров была пройдена за 1:42.36, тем самым они проигрывали графику мирового рекорда 20 секунд. После того как на этой же отметке с дистанции сходит последний пейсмейкер, Кипсанг выходит в лидеры и увеличивает темп, а Камворор начинает отставать. После 38-го километра Кипчоге не выдерживает темпа бега и окончательно теряет контакт с лидером. Отметку в 40 километров Кипсанг преодолевает за 1:57.12, что на 5 секунд быстрее графика мирового рекорда. В итоге он пересекает финишную линию с новым мировым рекордом — 2:03.23, что на 15 секунд быстрее предыдущего рекорда Патрика Макау. На этом марафоне Кипсанг заработал 122 000 долларов США, из них 54 000 за победу и 68 000 за мировой рекорд.
Таблица промежуточных результатов рекордного марафона
| Отметка, км | 5     | 10    | 15    | 20    | 21,0975 | 25      | 30      | 35      | 40      | 42,195  |
| ----------- | ----- | ----- | ----- | ----- | ------- | ------- | ------- | ------- | ------- | ------- |
| Время       | 14.33 | 29.16 | 43.45 | 58.20 | 1:01.34 | 1:13.13 | 1:28.01 | 1:42.36 | 1:57.12 | 2:03.23 |

1 декабря он выступил на 15-километровом Монтферландском пробеге, где занял 5-е место, показав время 43.20.
Первую крупную победу в сезоне 2014 года одержал 2 февраля, когда он выиграл Полумарафон Гранольерса с результатом 1:01.18. 13 апреля стал победителем Лондонского марафона с новым рекордом трассы — 2:04.29. 23 апреля выиграл 5-километровый пробег Stichting Sosurwo Fonds loop в городе Ворбюрг, община Лейдсендам-Ворбюрг. 18 мая он выступил на 10-километровом пробеге Great Manchester Run. Всю дистанцию он бежал в лидерах, однако за 550 метров до финиша Кенениса Бекеле начал финишное ускорение и в итоге выиграл у Кипсанга 5 секунд. 21 июня Кипсанг занял 2-е место на Оломоуцком полумарафоне — 1:00.25. 2 ноября, в холодную и ветреную погоду выиграл Нью-Йоркский марафон с результатом 2:10.59. За победу он получил денежный приз в размере 100 000 долларов США. По итогам серии World Marathon Majors 2013—2014 годов занял 1-е место набрав 76 баллов, а также выиграл главный приз в размере 500 000 долларов США.
В сезоне 2015 года впервые выступил на международных соревнованиях 26 апреля на Лондонском марафоне, на котором занял 2-е место — 2:04.47. 10 мая финишировал на 4-м месте на пробеге Great Manchester Run — 27.53. 30 мая финишировал на 4-м месте на 10-километровом пробеге UAE Healthy Kidney 10K — 28.49. 13 июня занял 2-е место на полумарафоне Зволле, показав результат 1:02.23. Через неделю Кипсанг выступил на Оломоуцком полумарафоне, на котором финишировал на 5-м месте — 1:02.09.

## Дисквалификация
В июле 2020 года стало известно о дисквалификации Кипсанга на четыре года за нарушение антидопинговых правил. Причиной дисквалификации указано стало фальшивое объяснения 4-го пропущенного допинг-теста.
Кипсанг представил антидопинговому агентству фотографию перевернутого грузовика и заявил, что дорога была разрушена и он не мог приехать на место, указанное в его системе ADAMS (программа, позволяющая спортсменам указывать антидопинговым офицерам свое будущее местонахождение для потенциальной сдачи пробы на допинг). Было доказано, что фотография фальшивка и была сделана на 3 месяца позже.

## Тренировки
Несмотря на то, что у Кипсанга никогда не было тренера, он тренируется регулярно. Еженедельный километраж может варьироваться в пределах от 140 до 200 километров, а самая протяженная тренировка составлять 45 км. Тренируется в группе, в которой около 40 человек, среди которых как начинающие спортсмены, так и известные, например Джеффри Мутаи. В программу тренировок, наряду с длительными пробежками, также входят скоростная работа и фартлек. По словам Кипсанга всю методику тренировок он заимствует у других бегунов группы. После тренировки он регулярно оплачивает обед своей тренировочной группы. Кипсанг говорит: «Это способ получить единение в группе. Они помогают мне, а я должен помочь им. Они не могут позволить себе многого, поэтому я покупаю им лёгкий обед из риса и говядины, а также бананы и воду».

## Личная жизнь
В 2014 Кипсанг вместе с женой Дорин Кипсанг и тремя детьми проживал в деревне Миндилилво — это примерно один километр к северу от Итена. С ним по соседству живёт легкоатлетка Эдна Киплагат. Бегун владеет базой отдыха Keellu Resort Centre расположенной в пригороде Итена.

## Результаты марафонов
| Год  | Соревнование          | Место | Время 0(ч:м.с) |
| ---- | --------------------- | ----- | -------------- |
| 2010 | Парижский марафон     | 3-е   | 2:07.13        |
| 2010 | Франкфуртский марафон | 1-е   | 2:04.57 CR     |
| 2011 | Франкфуртский марафон | 1-е   | 2:03.42 CR     |
| 2011 | Марафон озера Бива    | 1-е   | 2:06.13        |
| 2012 | Лондонский марафон    | 1-е   | 2:04.44        |
| 2012 | Олимпийский марафон   | 3-е   | 2:09.37        |
| 2012 | Гонолульский марафон  | 1-е   | 2:12.31        |
| 2013 | Лондонский марафон    | 5-е   | 2:07.47        |
| 2013 | Берлинский марафон    | 1-е   | 2:03.23 WR     |
| 2014 | Лондонский марафон    | 1-е   | 2:04.29 CR     |
| 2014 | Нью-Йоркский марафон  | 1-е   | 2:10.59        |
| 2015 | Лондонский марафон    | 2-е   | 2:04.47        |
| 2016 | Лондонский марафон    | 5-е   | 2:07.52        |
| 2016 | Берлинский марафон    | 2-е   | 2:03.13        |
| 2017 | Токийский марафон     | 1-е   | 2:03.58 CR     |
| 2017 | Нью-Йоркский марафон  | 2-е   | 2:10.56        |
| 2018 | Берлинский марафон    | 3-е   | 2:06.48        |
| 2019 | Лондонский марафон    | 12-е  | 2:09.18        |